# لواء بدر
لواء بدر هو وحدة تضم نحو 1500 جندي فلسطيني ممن يتلقون رواتبهم من منظمة التحرير الفلسطينية، لكنهم مرتبطون بالقوات المسلحة الأردنية.